# Ernest Orlando Lawrence
Ernest Orlando Lawrence, ameriški fizik, * 8. avgust 1901, Canton, Južna Dakota, ZDA, † 27. avgust 1958, Palo Alto, Kalifornija, ZDA.
Lawrence je leta 1939 prejel Nobelovo nagrado za fiziko »za izum in razvoj ciklotrona ter za z njim pridobljene rezultate, še posebej v zvezi z umetno radioaktivnimi elementi.«

## Živjenje in delo
Lawrence se je najprej izobraževal na kantonski srednji šoli, kasneje pa na Kolidžu svetega Olafa. Leta 1919 je odšel na Univerzo Severne Dakote, kjer je diplomiral iz kemije leta 1922. Naslednje leto je magistriral na Univerzi Minnesote. Preživel je leto na Univerzi v Chicagu, kjer je poglabljal fiziko. Iz fizike je doktoriral na Univerzi Yale. Leta 1928 je bil imenovan za izrednega profesorja za fiziko na Univerzi Kalifornije v Berkeleyju. Leto kasneje je postal najmlajši profesor na Univerzi Kalifornije v Berkeleyju. 
Med 2. svetovno vojno je naredil bistven prispevek za razvoj atomske bombe. Po vojni je odigral svojo vlogo pri prizadevanjih za pridobitev mednarodnega sporazuma za opustitev atomske bombe. Leta 1929 je izumil ciklotron, napravo za pospešitev jedrskih delcev do zelo visokih hitrosti, brez uporabe visoke napetosti. Med drugim je prejel nagrade Elliott Cresson, medaljo Franklinovega inštituta, nagrado Nacionalne akademije znanosti, Hughesovo medaljo Kraljeve družbe in nagrado Enrica Fermija. Bil je okrašen z medaljami za zasluge in bil je uradnik Legije časti.
Bil je član in sodelavec v številnih ameriških in tujih znanstvenih društev.